# Les Blessures de l'âme
Les Blessures de l'âme est le seizième épisode du feuilleton télévisé Prison Break et chronologiquement le premier. C'est un épisode qui retrace les événements qui se sont passés trois ans avant l'incarcération du personnage principal de l'histoire, Michael Scofield. Il raconte également la vie de Lincoln Burrows, Fernando Sucre, Theodore Bagwell, Benjamin Miles Franklin et Sara Tancredi juste avant leur arrivée à Fox River. 

## Résumé
Michael et Lincoln
La scène d'ouverture montre les relations tendues entre les deux frères et surtout l'exaspération de Michael envers Lincoln. Après le départ de son cadet, Lincoln trouve deux hommes dans son vieil appartement. Ils lui rappellent qu'il leur doit 90 000 dollars. N'étant pas en mesure de le faire, Lincoln accepte le marché proposé : tuer un homme appelé Steadman. Toutefois, il ignore qu'il s'agit de Terrence Steadman, le frère de la vice-présidente. Quelques heures plus tard, dans un parc de stationnement souterrain, alors que Lincoln s'apprête à appuyer sur la détente, il s'aperçoit que l'homme dans la luxueuse BMW 700Li Sedan est déjà mort, tué d'une balle dans la tête. Tandis qu'il s'enfuit en courant, les agents Kellerman et Hale regardent la scène grâce à la caméra de sécurité. Plus tard, Kellerman guide un technicien pour trafiquer numériquement cet enregistrement vidéo : il place de faux bruits de détonation pour faire accuser Lincoln de ce meurtre.
Après l'arrestation de Lincoln, Michael exprime sa déception devant le comportement de son frère. Cependant, Lincoln lui affirme qu'il n'a jamais tué Steadman. Michael lui apprend que tout le monde pense qu'il a voulu se venger de Steadman parce que celui-ci l'avait licencié d'Ecofield, la société qu'il dirigeait.
Veronica Donovan reproche à Michael de se tromper complètement sur son frère et que celui-ci n'est peut-être pas l'homme qu'il croit connaître. Elle lui révèle que les 90 000 $ que Lincoln devait rembourser ont en fait été utilisés pour payer les études de Michael. Lincoln lui avait menti en lui soutenant que l'argent provenait de l'assurance-vie de leur mère. Après avoir été déclaré coupable et condamné à mort, Lincoln est prévenu qu'il doit être transféré à la prison de Fox River où il sera incarcéré jusqu'à son exécution. Se sentant en partie coupable et redevable envers son frère, Michael commence à mettre au point un plan extrêmement compliqué pour le faire évader de Fox River. Pour ce faire, il n'hésite pas à faire tatouer sur son corps de vastes fresques et de nombreux symboles, représentant en réalité les plans de la prison et d'autres informations tout aussi importantes.
Sucre
La même nuit du « meurtre » de Terrence Steadman, Sucre fait la connaissance de Maricruz Delgado et tombe amoureux d'elle. Décidé à la demander en mariage, il cherche un moyen de pouvoir lui acheter une belle bague de fiançailles. Il est arrêté lorsqu'il commet un second cambriolage dans une supérette. C'est la raison pour laquelle il est envoyé à Fox River. Lors de son arrestation, la caméra montre à l'arrière-plan que c'est son propre cousin, Hector Avila, qui a appelé la police.
T-Bag
T-Bag arrive pour diner chez sa petite-amie Susan Hollander. Celle-ci a deux enfants d'un précédent mariage. Pendant qu'il apprend à la petite fille des méthodes de calcul mental, son amie apprend avec horreur, en regardant l'émission America's Most Wanted, que T-Bag est recherché pour kidnapping, viol et meurtre au premier degré. Il est envoyé à Fox River après que Susan l'a dénoncé. Plus tard, lors d'une visite de Susan en prison, T-Bag lui avoue qu'il est réellement tombé amoureux d'elle et que pour elle, il a essayé de changer et de se repentir pour ses actions. Cependant, son retour en prison a de nouveau réveillé le démon qui sommeille en lui.
C-Note
C-Note a subi le déshonneur d'être renvoyé de l'armée par son commandant pour avoir dénoncé dans un rapport des soldats qui torturaient des prisonniers. Officiellement, il a été licencié pour des trafics de marché noir. De retour chez lui, C-Note n'arrive pas à retrouver un emploi. Il accepte à contre-cœur un travail suggéré par son beau-frère, qui concerne des affaires illégales. Il est arrêté alors qu'il conduisait un camion rempli de produits volés. Juste avant son emprisonnement, C-Note ment à sa femme en lui racontant qu'il doit de nouveau retourner servir en Irak. C-Note demande à son beau-frère de prendre soin de sa femme et de sa fille et surtout de ne jamais leur révéler qu'il va être incarcéré en prison.
Sara Tancredi
Le docteur Sara Tancredi travaille à l'époque à l'hôpital. Cependant, elle se drogue avec de la morphine. Après son travail, elle se promène dans la rue avec son petit-ami, elle lui remet des doses de morphine qu'il accepte avec plaisir. Soudain un jeune homme est renversé par un bus. Quand Sara s'approche de lui, un autre témoin de l'accident remarque son badge de l'hôpital et lui demande de l'aider. Mais Sara est incapable de réagir car elle est sous l'influence de la drogue. Choquée par son impuissance, elle décide d'entreprendre une désintoxication. Dix-huit mois plus tard, lors d'une réunion entre drogués anonymes, Sara apprend à ses compagnons que la meilleure chose pour elle désormais est de reprendre le travail et qu'elle n'a jamais été aussi heureuse. Après la réunion, Brad Bellick vient vers elle et lui dit maladroitement qu'un poste va peut-être s'ouvrir à la prison de Fox River, où il travaille, et s'ils pouvaient en parler lors d'un dîner. Gênée, Sara décline poliment son invitation et le remercie de l'avoir mise au courant pour cet emploi.
Caroline Reynolds
Après avoir appris la mort de son frère, la vice-présidente Reynolds met tout en œuvre pour obtenir la condamnation à mort de Lincoln. Quelque temps plus tard, elle discute avec Kellerman de l'achat d'une maison isolée à Blackfoot, Montana pour 2 millions de dollars. Elle demande à Kellerman d'utiliser l'argent laissé par frère dans son testament. Elle explique qu'elle paie le prix des erreurs de son frère, il peut donc payer la maison. Dans la maison nouvellement achetée, elle affirme à un homme que Lincoln sera bientôt exécuté et que tout redeviendra comme avant. L'homme remet son dentier, se tourne vers elle et répond : « My dear sister, you have no idea what I've been through » (« Ma chère sœur, tu n'as pas idée de ce que j'ai traversé »). Cet homme s'avère être Terrence Steadman, vivant seul.
L'épisode se termine sur un gros plan de Michael hésitant à prendre les deux armes qu'il va utiliser pour braquer la banque.

## Informations complémentaires

### Chronologie
- Les évènements de cet épisode se déroulent au début il y a environ 3 ans et se termine le jour du braquage de Michael, c'est-à-dire le 19 mars (il y a trois mois).

### Culture
- La musique entendue dans la supérette où Sucre commet le braquage est le thème principal du film Un homme et une femme, composé par Francis Lai en 1966.
- Le titre original de cet épisode est le même que celui de la quatrième saison de la série télévisée Urgences, où Robert Knepper alias T-Bag y faisait une apparition.
- C-Note est renvoyé de l'armée pour avoir dénoncé des actes de torture sur des prisonniers irakiens dont il a accidentellement été témoin. C'est une allusion au scandale d'Abu Ghraib où des militaires américains avaient humilié et torturé des prisonniers irakiens durant la guerre en Irak[1]. Il déclare également : « I have no particular love for the desert donkey, but I do for the Geneva Convention. » (« Je n'ai pas d'affection particulière pour les idiots du désert, mais j'en ai pour la Convention de Genève »). La convention de Genève signée le 12 août 1949 définit les comportements à adopter à l'égard des prisonniers de guerre : interdiction de la torture (physique et psychologique), respect des religions et veiller sur l'hygiène et la santé.
- Susan Hollander découvre que T-Bag est un criminel en fuite lorsqu'elle regarde l'émission America's Most Wanted. Cette émission de téléréalité américaine est diffusée sur le réseau Fox depuis 1988. Elle a pour objectif d'aider les forces de police à arrêter des criminels, des fugitifs ou retrouver des personnes disparues en faisant appel aux témoignages des téléspectateurs. Au 27 janvier 2007, 917 fugitifs ont été capturés et 51 personnes disparues (dont des enfants) ont été retrouvées vivantes par le biais de cette émission. L'équivalent en France était l'ancienne émission de reality show, Témoin numéro 1.

### Erreurs
- Dans un flash-back du premier épisode de la série, Lincoln affirme à Michael qu'il est innocent, ce à quoi Michael répond que toutes les preuves conduisent à lui. Cette scène se passe à Fox River[2]. Or dans cet épisode, cette discussion se passe dans la prison où Lincoln était incarcéré avant son transfert à Fox River.
- Lors du premier épisode, l'avocat de Lincoln informe que le procès de Lincoln a été à huis clos. Or dans cet épisode, on voit Veronica et Michael assister à l'audience.

### Divers
- Sara Wayne Callies n'était pas maquillée dans plusieurs scènes de cet épisode pour obtenir un regard de junkie[1].